# John Arthur Phillips
John Arthur Phillips (* 18. Februar 1822 in Polgooth in Cornwall; † 5. Januar 1887 in London) war ein britischer Geologe, Metallurg und Bergbauingenieur.
Phillips, dessen Vater zeitweise Bergbau-Agent in Cornwall war, besuchte eine Privatschule in St. Blazey und war Lehrling bei einem Landvermesser, befasste sich aber auch mit Experimenten zu Elektrolyse und Metallurgie, die er teilweise mit Freunden an der Royal Cornwall Polytechnic Society in Falmouth (Cornwall) ausführte. 1844 bis 1846 besuchte er die École des Mines in Paris. Nach zwei Jahren im Kohlebergbau in Frankreich kam er 1848 wieder nach England, war Chemiker in einer Regierungskommission für Kohleversorgung der Royal Navy und Aufseher in chemischen Fabriken, bevor er sich als beratender Bergbauingenieur und Metallurge in London selbständig machte. Daneben lehrte er 1848 bis 1850 an einer Ingenieursschule in Putney (London) und 1875 bis 1877 am Royal Naval College in Greenwich. Er reiste viel durch Europa und Nordafrika, besuchte 1853, 1865 und 1866 Kalifornien. 1868 bis 1877 baute er die Fabrik der Widnes Metal Company in Liverpool auf und leitete diese. Danach war er wohlhabend genug, dass er sich als Privatmann in London niederlassen konnte.
Er hielt Patente in Metallurgie und war einer der Pioniere in der Verwendung des Polarisationsmikroskops in der Petrographie und veröffentlichte über Petrographie, Metallurgie und Bergbau auch für breiteres Publikum. Er veröffentlichte unter anderem über devonischen Quarzporphyr aus Cornwall (Greenstone, Elwan) und andere Gesteine in Cornwall, Variation der chemischen und mineralogischen Zusammensetzung von Eruptivgesteinen in Nord-Wales, Fremdeinschlüsse in Granit, über Sandsteine und den Zusammenhang von heißen Quellen und Gangerzen (nach Beobachtungen in Kalifornien).
1872 wurde er Fellow der Geological Society of London und 1881 der Royal Society. Er war auch Fellow der Chemical Society und Mitglied der Institution of Civil Engineers.
Er war 1850 bis zum Tod seiner Frau 1887 verheiratet und hatte einen Sohn und eine Tochter.

## Schriften
- A manual of metallurgy, or practical treatise on the chemistry of the metals, J. J. Griffin 1852
- Gold-mining and assaying: a scientific guide for Australian emigrants, J. J. Griffin 1852
- The mining and metallurgy of gold and silver, London: Spon 1867
- Elements of Metallurgy, J. J. Griffin 1874
- Elements of metallurgy. A practical treatise on the art of extracting metals from their ores, London: C. Griffin 1887, 1891